# Maggi Payne
Maggi Payne (Temple, Texas, Estats Units, 23 de desembre, 1945), és una compositora, flautista, artista de vídeo, enginyer/editor de gravació i enginyera de re masterització històrica nord-americana que crea obres electroacústiques, instrumentals, vocals i obres que involucren visuals (vídeo, dansa), pel·lícula, diapositives).

## Biografia
Payne es va criar a Texas i va assistir a "Interlochen Music Camp" i "Aspen Music School". Va rebre el seu B. Mus. en flauta aplicada a la Universitat Northwestern, estudiant amb Walfrid Kujala, flauta, i Alan Stout, Ted Ashford i M. William Karlins, compositors. Va rebre la seva M. Mus. a la Universitat d'Illinois Urbana-Champaign, estudiant amb els compositors Gordon Mumma, Ben Johnston i Salvatore Martirano. Va estudiar amb Robert Ashley al Mills College, on va rebre el seu MFA en música electrònica i mitjans de gravació.
Ha col·laborat des de la dècada de 1980 amb el videoartista Ed Tannenbaum, component diverses obres per a les seves actuacions de ball/processament de vídeo de Technological Feets i va construir un altaveu de flama a l'Exploratorium en col·laboració amb Nick Bertoni (1983–1985). Payne ha estat enginyera de gravació al segell discogràfic Music and Arts des de 1981, on ha gravat tant música contemporània com històrica. Els seus treballs en vídeo inclouen Crystal, Io, Circular Motions, Solar Wind, Airwaves (realitats), Liquid Metal, Apparent Horizon, Liquid Amber, Effervescence, Cloud Fields, Quicksilver i Through the Looking Glass. Les seves pel·lícules inclouen Orion i Allusions. Els seus treballs relacionats amb la dansa inclouen System Test (foc i gel) i Allusions. Les seves obres han estat coreografiadas per Molissa Fenley, Wendy Rodgers, Gina Gibney, Gail Chodera, Deborah Hay, Carla Blank Reed i Carolyn Brown.
Les obres de Payne estan disponibles a Aguirre, Innova, Root Strata, Lovely Music, Starkland, The Label, Music and Arts, Centaur, Ubuibi, MMC, New World Records (CRI), Digital Narcis, Frog Peak, Asphodel i/OAR, Capstone , i les etiquetes de Mills College.
Va rebre dues beques de compositor i una beca d'arts interdisciplinàries de la National Endowment for the Arts, i beques de vídeo de la "Mellon Foundation" i el Programa de beques regionals d'arts mediàtiques dels Estats occidentals. Va rebre quatre mencions honorífiques de Bourges, una pel "Prix Ars Electronica", i va ser col·locada als concursos Barlow i "Luigi Russolo" per "giovani compositors di Musica Elettroacoustica". L'any 2022 va rebre el PREMI SEAMUS.
Les comissions inclouen 2019 Francisco Lopez per "Through Space and Time, 2018 Berkeley Arts Commission 8" instal·lació de canals titulada "Immersion, Bay Area Soundscape, 2015 Jacqueline Gordon BAM", per a la difusió entre 36 ponents, "National Flute Association High School Solist Competition 2005", flautista Nina Assimakopoulos, la pianista Sarah Cahill, la trombonista Abbie Conant, Starkland, la compositora Annea Lockwood, el compositor/pianista David Mahler i la "Hartt School of Music de Hartford", i diversos altres.
Payne també ha seleccionat i interpretat obres en el projecte 60x60 per als anys 2003, 2004, 2005 i 2006.
Va ser codirectora del "Center for Contemporary Music" (CCM) al Mills College d'Oakland, Califòrnia entre 1992 i 2018, on va ensenyar enginyeria de gravació, composició i música electrònica des de la dècada de 1980.

## Publicacions impreses
- 2008 The San Francisco Tape Music Center, 1960s Counterculture and the Avant-Garde de David Bernstein, University of California Press, contribució com a entrevistador
- 2002 Music with Roots in the Aether, Robert Ashley, article sobre Gordon Mumma, pàg. 109-124, escrit sobre 1976
- 2000 Desertscapes, per a dos cors espacialment separats (1991), partitura publicada a Treble Clef Musicç